# Tomáš Petráček
Tomáš Petráček (* 18. května 1972 Hořice v Podkrkonoší) je český katolický teolog, kněz a církevní historik. Je akademickým kaplanem a vikářem při kostele Nanebevzetí Panny Marie v Hradci Králové a aktivním členem redakční rady revue pro teologii a duchovní život Salve. Vyučuje na Pedagogické fakultě Univerzity Hradec Králové, kde zároveň působí jako vedoucí katedry Kulturních a náboženských studií. V minulosti vyučoval také na Katolické teologické fakultě UK. Je postulátorem blahořečení umučeného kněze Josefa Toufara.
Od července 2010 do března 2020 působil jako sídelní kanovník kapituly Všech svatých na Hradě pražském.

## Vzdělání
Po gymnáziu 1986–1990 v Hořicích vystudoval v letech 1990–1992 a 1996–1999 na Filozofické fakultě Univerzity Karlovy v Praze obor historie-etnologie (v letech 1992–1996 studium přerušil ze zdravotních důvodů) a získal akademický titul Mgr. (summa cum laude). V následujících třech letech (1999–2002) absolvoval na téže univerzitě při Ústavu hospodářských a sociálních dějin doktorandské studium v oboru hospodářské a sociální dějiny a v březnu 2002 obhájil disertační práci Fenomén darovaných lidí v přemyslovských zemích 11.–12. století a obdržel titul PhDr. a Ph.D. v oboru hospodářských a sociálních dějin.
V roce 2000 vstoupil do kněžského semináře, kde studoval do roku 2002. Poté pokračoval ve studiích na Univerzitě ve Fribourgu ve Švýcarsku, kde v roce 2005 složil závěrečné zkoušky a obdržel titul Licentia in Sacra Theologia (insigni cum laude), licenciátní práce: Le Père Vincent Zapletal OP (1867–1938), Portrait d’un exégète catholique. V letech 2006–2008 studoval na Cyrilometodějské teologické fakultě Univerzity Palackého Olomouc doktorandské studium oboru teologie, specializace církevní dějiny. V únoru 2008 obhájil disertační práci (školitel prof. František Xaver Halas) a obdržel titul doktor teologie (Th.D.). V červnu 2012 se habilitoval v oboru českých dějin na Filozofické fakultě Univerzity Karlovy. Název jeho habilitační práce je Bible a historicko-kritická metoda: Česká a světová progresivní exegeze ve víru (anti-)modernistické krize.
Absolvoval studijní pobyty na Friedrich-Wilhelm Universität – Bonn (1997), na l’Institute Catholique – Paříž (2002) a na Collegio Teutonico – Řím/Vatikán (2007).

## Církevní služba
Kněžské svěcení přijal 24. září 2005 v katedrále v Hradci Králové prostřednictvím Dominika Duky a 25. září 2005 slavil primiční mši v rodných Hořicích. Od roku 2007 je kaplanem akademické obce v Hradci Králové a farní vikář při kostele Nanebevzetí Panny Marie v Hradci Králové. V roce 2013 ho biskup Jan Vokál jmenoval postulátorem blahořečení umučeného kněze Josefa Toufara.

### Kanovník Kolegiátní kapituly Všech svatých
Od července 2010 do března 2020 působil jako sídelní kanovník kapituly Všech svatých na Hradě pražském.
V prosinci 2018 obdržel Petráček napomenutí od pražského arcibiskupa Dominika Duky za rozhovor pro Hospodářské noviny, ve kterém kritizoval kázání Petra Piťhy a vymezil se i vůči prohlášení českých biskupů proti Istanbulské úmluvě. Pražské arcibiskupství tvrdilo, že ho Petráček nedostal od kardinála Dominika Duky, ale od královéhradeckého biskupa Jana Vokála. Petráček proto zveřejnil na začátku května celý text dopisu z 3. prosince 2018, který je podepsaný Dukou a zakončený větou „To mne přivádí k závěru vyslovit napomenutí v duchu kán. 1372, odst. 2 CIC.“
Z funkce kanovníka byl pak Petráček kardinálem Dominikem Dukou odvolán, podle Petráčkova názoru za kritiku Piťhova kázání. Pražské arcibiskupství odvolání zdůvodňovalo tím, že hlavními důvody byla Petráčkova přítomnost i nepřítomnost na setkáních kapituly a napětí, které mělo znemožňovat její práci. Zdůvodnění arcibiskupství ale někteří členové kapituly nepotvrdili a odvolání pro ně bylo překvapením. Petráček tvrdí, že opakovaně nebyl zván na některá setkání kapituly.

### Působení na Katolické teologické fakultě
Na Katolické teologické fakultě UK Petráček vyučoval novověké i moderní dějiny a především školil studenty doktorandského studia. Dne 21. srpna 2023 dostal od vedení fakulty výpověď, od listopadu 2023 mu již neprodlouží smlouvu. Podle děkana Vojtěcha Novotného byla důvodem nadbytečnost a efektivizace hospodaření.
Znepokojení situací na KTF poté vyjádřila rektorka UK Milena Králíčková, podle které byl postup vedení fakulty nesprávný. Za nevhodný označila také způsob, jak fakulta o výměně školitele informovala doktorandy. Vědeckou radu KTF kvůli nesouhlasu s postupem fakulty opustili dva členové: historik Petr Kubín a Jana Zapletalová z Filozofické fakulty Univerzity Palackého v Olomouci. Děkan Novotný na svou funkci rezignoval ke konci téhož roku.

## Křesťanský akademický klub Salaš Hradec Králové
Křesťanský akademický klub Salaš, kde Tomáš Petráček působí jako kaplan, je společenství s dlouholetou tradicí s cílem rozšiřovat studentský život do jeho plné šíře, k níž nepatří jen účast na přednáškách a seminářích, ale celkový růst a zrání. Jeho snahou není být „servisní náboženskou organizací“, ale otevřeným společenstvím pro živé sdílení víry v radostech i strastech, které k životu patří.

## Publikace
- PETRÁČEK, Tomáš. Bible a moderní kritika, Česká a světová progresivní exegeze ve víru (anti-)modernistické krize. Praha: Vyšehrad, 2012. ISBN 978-80-7429-248-4.
- PETRÁČEK, Tomáš. Sekularizace a katolicismus v českých zemích. Ostrava: Moravapress, 2013. Dostupné v archivu pořízeném dne 2014-05-28. ISBN 978-80-87853-05-4. S. 134. Archivováno 28. 5. 2014 na Wayback Machine.
- Zamyšlení církevního historika k 50. výročí zahájení koncilu:
  - PETRÁČEK, Tomáš. Druhý vatikánský koncil - náčrt předběžné bilance - část 1 [online]. Christnet, 11. 10. 2012. Dostupné online.
  - PETRÁČEK, Tomáš. Druhý vatikánský koncil - náčrt předběžné bilance - část 2 [online]. Christnet, 12. 10. 2012. Dostupné online.
- Cyklus českého historika o proměnách vztahu římskokatolické církve, státu a evropské společnosti v 19. a 20. století
  - PETRÁČEK, Tomáš. Kooperace, nebo rivalita? Proměny vztahu církve, státu a společnosti v Evropě - 1. část [online]. Christnet, 23. 10. 2013. Dostupné online.
  - PETRÁČEK, Tomáš. Fenomén revoluce, zrod moderny a papežství jako vzor vlády - 2. část [online]. Christnet, 29. 11. 2013. Dostupné online.
  - PETRÁČEK, Tomáš. Časopis Budoucnost a předchůdci liberálního katolicismu a křesťanské demokracie - 3. část [online]. Christnet, 6. 12. 2013. Dostupné online.
  - PETRÁČEK, Tomáš. Doba pontifikátu Pia IX., odcizení společnosti a církve - 4. část [online]. Christnet, 13. 12. 2013. Dostupné online.
  - PETRÁČEK, Tomáš. Papež Lev XIII. a další pokus o smíření s republikou - 5. část [online]. Christnet, 2. 1. 2014. Dostupné online.
  - PETRÁČEK, Tomáš. Pontifikát papeže Pia X. a eskalace konfliktního vztahu církve a moderní společnosti - 6. část [online]. Christnet, 10. 1. 2014. Dostupné online.
  - PETRÁČEK, Tomáš. Na straně demokracie, lidských a občanských práv a svobod - 7. část [online]. Christnet, 17. 1. 2014. Dostupné online.
- Specifické rysy českých církevních dějin středověku a novověku
  - PETRÁČEK, Tomáš. Cyrilometodějská mise jako trvalý vzor inkulturace a christianizace - 1. část [online]. Christnet, 14. 2. 2014. Dostupné online.
  - PETRÁČEK, Tomáš. Doba císaře Karla IV. a husitství jako „přepálená“ christianizace, anebo příliš úspěšná inkulturace? - 2. část [online]. Christnet, 21. 2. 2014.
- Cyklus k 100. výročí od zahájení První světové války
  - PETRÁČEK, Tomáš. Velká válka 1914 -1918 a západní civilizace. Proč a co si připomínat? - 1. část [online]. Christnet, 27. 6. 2014. Dostupné online.
  - PETRÁČEK, Tomáš. Velká válka a selhání evropské elity - 2. část [online]. Christnet, 3. 7. 2014. Dostupné online.